# Tatort: Schwarzes Wochenende
Schwarzes Wochenende ist ein Fernsehfilm aus der Fernseh-Kriminalreihe Tatort der ARD und des ORF.
Der Film wurde vom WDR produziert und am 10. August 1986 erstmals gesendet. Es ist die 184. Folge der Tatort-Reihe und der 13.  Fall für die Kriminalhauptkommissare Horst Schimanski (Götz George) und Christian Thanner (Eberhard Feik). Anlässlich des 40. Sendejubiläums des Duisburger Tatorts strahlte der WDR am 10. November 2020 eine in HD abgetastete und digital restaurierte Folge aus.

## Handlung
Kriminalhauptkommissar Horst Schimanski übernachtet alkoholisiert in einem Hotel, nachdem er mitansehen musste, wie sich ein junger Mann auf einem Bürogebäude mit einer Handgranate in die Luft sprengte. Während er im Halbschlaf daliegt, wird vor dem Hotel der Möbelfabrikant Heinrich Hencken aus nächster Nähe mit einer Waffe niedergestreckt. Während der Sicherung des Gebäudes findet der Kollege Hänschen Schimanski. Nachdem er sich mit Kriminalhauptkommissar Thanner in seinem Wagen über Körperhygiene auseinandergesetzt hat, treffen sie auf dem Polizeirevier den Sohn des Konkurrenten von Hencken, Hubert Möhlmann. Dieser hat das Ziel, sich gegenüber bevorstehenden Beschuldigungen im Vorfeld zu schützen, nachdem der Sohn Henckens, Siggi Hencken, bereits am Telefon Drohungen ausgestoßen hatte.
Schimanski observiert, gefolgt von dem auch interessierten Journalisten Engelbrecht, daraufhin Hubert Möhlmann und gelangt zum Wohnsitz von dessen Tochter. Dort wird er bereits von Engelbrecht empfangen und darüber aufgeklärt, dass er bereits Recherchen über die Firma Möhlmann und deren verdächtige Finanzlage angestellt habe. Schimanski verweist ihn, draußen zu bleiben, und trifft auf Reinhild Möhlmann, die auch Siggi Hencken beherbergt, der sich eigentlich auf dem Revier melden sollte. Ihr Bruder Hubert, der plötzlich nervös wird, schießt mit einem Revolver auf Siggi und verletzt ihn schwer, nachdem Hencken versuchte, den Möhlmanns den Mord an seinem Vater in die Schuhe zu schieben. Hubert Möhlmann gibt beim Verhör in seiner Not den Mord an dem alten Hencken zu, um seinen Vater zu schützen, der angeblich herzkrank ist und ein Motiv dafür haben könnte. Das Auftauchen des alten Möhlmann bringt Schimanski zum Kochen, als dieser anfängt sich väterlich streng aufzuführen.
Die Vernehmungen ergeben, dass Möhlmann den Henckens den Mitarbeiter Patzke abgeworben hatte, der noch eng mit den Henckens befreundet ist und ein Haus für sie verwaltet. Dort wohnt auch gleich neben ihm Vera Karpinski, die Freundin des mittlerweile im Krankenhaus verstorbenen Siggi Hencken. Als sie versucht, den alten Möhlmann zu erpressen, wird sie von ihm zu Tode geprügelt. Am Morgen danach, während Schimanski und Thanner die Leiche entdecken, versucht Reinhild Möhlmann das Haus von Patzke in Brand zu stecken, wobei Mimi, die Frau von Engelbrecht, fast umkommt. Da auf Vera Karpinski zusätzlich mit derselben Waffe wie auf den alten Hencken geschossen wurde, bringt dies Möhlmann senior sofort in Verdacht. Außerdem stellt sich das Geständnis von Hubert Möhlmann als falsch heraus. Schimanski und Thanner erfahren durch Engelbrecht, dass Möhlmann eine Scheinfirma in Luxemburg aufgebaut hat, um seine Firma zu liquidieren. Als sich der alte Möhlmann beim Verhör geständig zeigt, Siggis Freundin Vera verprügelt und den Bankrott seiner Firma herbeigeführt zu haben, identifiziert er außerdem die bei Vera gefundene Tatwaffe als seine gestohlene Walther P38.
Schimanski stellt bei einem Besuch der Tochter im Familiensitz in Lieme fest, dass sie ihrem Vater die Waffe gestohlen hatte und ihr damaliger Freund Siggi die Waffe wiederum ihr entwendet hatte. Nebenbei erwähnt sie, dass sie die Ehefrau von Engelbrecht, Mimi, von früher kennt. Bei einem Verhör auf dem Revier gesteht Mimi Engelbrecht den Mord an Hencken senior, da er ihrem Mann gedroht und ihn fast überfahren habe. Durch Patzke lernte sie die Henckens kennen und konnte sich die Waffe aneignen, die Siggi ihm gegeben hatte.

## Hintergrund
Der Film wurde bereits vom 17. Oktober bis zum 20. November 1984 im Bavaria-Atelier München-Geiselgasteig gedreht, jedoch erst im Sommer 1986 ausgestrahlt.
Die Außenaufnahmen entstanden in Duisburg und Umgebung sowie in München.
Das Merkmal dieses Tatorts sind unverkennbar die übergelegten Funkdurchsagen, wie sie auch in dem Film Die Katze und in anderen Krimis von Dominik Graf zu hören sind.